# Megumi Tachimoto
Megumi Tachimoto –en japonés, 田知本愛, Tachimoto Megumi– (Imizu, 27 de enero de 1989) es una deportista japonesa que compite en judo.
Ganó cinco medallas en el Campeonato Mundial de Judo entre los años 2008 y 2015, y una medalla en el Campeonato Asiático de Judo de 2011. En los Juegos Asiáticos de 2010 consiguió una medalla de bronce.

## Palmarés internacional
| Campeonato Mundial  | Campeonato Mundial         | Campeonato Mundial | Campeonato Mundial |
| Año                 | Lugar                      | Medalla            | Categoría          |
| ------------------- | -------------------------- | ------------------ | ------------------ |
| 2008                | Levallois-Perret (Francia) | Medalla de bronce  | Abierta            |
| 2010                | Tokio (Japón)              | Medalla de bronce  | Abierta            |
| 2013                | Río de Janeiro (Brasil)    | Medalla de bronce  | +78 kg             |
| 2014                | Cheliábinsk (Rusia)        | Medalla de bronce  | +78 kg             |
| 2015                | Astaná ( Kazajistán)       | Medalla de plata   | +78 kg             |
| Juegos Asiáticos    |                            |                    |                    |
| Año                 | Lugar                      | Medalla            | Categoría          |
| 2010                | Cantón (China)             | Medalla de bronce  | Abierta            |
| Campeonato Asiático |                            |                    |                    |
| Año                 | Lugar                      | Medalla            | Categoría          |
| 2011                | Abu Dabi (EAU)             | Medalla de oro     | +78 kg             |